# Capriccio
Capriccio (tudi francosko caprice) je glasbeno delo prostega, šegavega in muhastega značaja, ki se zelo malo ali pa sploh nič ne ozira na določene glasbene oblike. 
Poznani capricci so na primer: 
- »Capriccio na odohod ljubljenega brata«, Johann Sebastian Bach
- 24 Capricciov za solo violino, Niccolò Paganini
- 42 etud in capricciov za solo violino, Rodolphe Kreutzer
- Capriccio espagnol, Nikolaj Rimski-Korsakov
- Capricio italien, Peter Iljič Čajkovski